# Административный кодекс Республики Беларусь
Административный кодекс Республики Беларуси — свод законов, определяющих административное право Беларуси.

## История
С 1 марта 2021 года в Кодекс об административных правонарушениях были внесены обновления, усилившие ответственность за некоторые виды правонарушений, включая акты гражданского неповиновения.

## Правонарушения

### Гражданское неповиновение
С 1 марта 2021 года в раздел 24 административного кодекса включены статьи, касающиеся гражданского неповиновения. Участие в несанкционированных массовых мероприятиях наказывается по статье 24.23 арестом на срок до 15 дней или до 30 дней при повторном правонарушении. В качестве альтернативного наказания могут быть назначены общественные работы на срок от 8 до 60 часов.
Неповиновение законному требованию должностного лица, в частности во время политических протестов, наказывается по статье 24.3. «Незаконное использование и изготовление флагов и символов» наказывается по статье 24.26.

### Телесный ущерб
Умышленное причинение телесных повреждений или другое насилие, приводящее к незначительным травмам, наказывается штрафом или административным арестом в соответствии со статьей 9.1.

## Справедливость судебных процессов
На 2022 год судебные заседания в Беларуси часто назначаются с интервалом в десять минут и могут занимать всего три минуты. Такой подход часто критикуется и правозащитниками судом не признаётся. В период с 2016 по 2020 год обвинительные приговоры выносились с частотой от 99,7 % до 99,8 %.